# Les Trois-Châteaux
Les Trois-Châteaux község Franciaország Burgundia-Franche-Comté régiójában, Jura megyében. Új községként 2016. január 1-jén jött létre L’Aubépin, Chazelles és Nanc-lès-Saint-Amour község egyesítésével. 2019. január 1-jén a korábbi Saint-Jean-d’Étreux község is beolvadt Les Trois-Châteaux új községbe. Lakosainak száma 770 fő (2022. január 1.).

## Népesség
| Lakosok száma | 257  | 224  | 227  | 261  | 281  | 616  | 774  | 765  | 766  | 770  |
|               | 1962 | 1975 | 1982 | 1999 | 2008 | 2015 | 2017 | 2019 | 2020 | 2022 |